# Arthur Tyler
Arthur Walter Tyler –conocido como Art Tyler– (Utica, 26 de julio de 1915-Henderson, 23 de agosto de 2008) fue un deportista estadounidense que compitió en bobsleigh en las modalidades doble y cuádruple.
Participó en los Juegos Olímpicos de Cortina d'Ampezzo 1956, obteniendo una medalla de bronce en la prueba cuádruple. Ganó cuatro medallas en el Campeonato Mundial de Bobsleigh, en los años 1957 y 1959.

## Palmarés internacional
| Juegos Olímpicos   | Juegos Olímpicos           | Juegos Olímpicos  | Juegos Olímpicos |
| Año                | Lugar                      | Medalla           | Prueba           |
| ------------------ | -------------------------- | ----------------- | ---------------- |
| 1956               | Cortina d'Ampezzo (Italia) | Medalla de bronce | Cuádruple        |
| Campeonato Mundial |                            |                   |                  |
| Año                | Lugar                      | Medalla           | Prueba           |
| 1957               | Sankt Moritz (Suiza)       | Medalla de plata  | Doble            |
| 1957               | Sankt Moritz (Suiza)       | Medalla de bronce | Cuádruple        |
| 1959               | Sankt Moritz (Suiza)       | Medalla de bronce | Doble            |
| 1959               | Sankt Moritz (Suiza)       | Medalla de oro    | Cuádruple        |